# Потрібні люди (фільм, 1986)
«Потрібні люди» (рос. «Нужные люди») — радянський художній телефільм 1986 року режисера Володимира Аленікова, сатирична комедія.

## Сюжет
Молодий будівельник Альоша закохується в Олю, тренера з плавання. Але за нею доглядає директор ресторану Ігор, добре забезпечена матеріально людина, що має широкі зв'язки. У підсумку Оля віддає перевагу доброму скромному Альоші.

## У ролях
- Олексій Весьолкін —  Альоша, молодий будівельник, що закохався в тренера з плавання Олю
- Тамара Акулова —  Оля, тренер з плавання  (озвучувала Марина Дюжева)
- Микола Караченцов —  концертмейстер, співак
- Олександр Панкратов-Чорний —  директор ресторану Ігор Олександрович
- Семен Фарада —  директор басейну Георгій Михайлович
- Любов Поліщук —  тренер з аеробіки
- Станіслав Садальський —  директор магазину хутра
- Борислав Брондуков —  сторож Петрович
- Михайло Свєтін —  завсекцією магазину
- Олег Шкловський —  фотограф
- Ольга Гобзєва —  викладачка танців
- Микола Добринін —  будівельник Коля
- Елгуджа Бурдулі —  будівельник
- Ігор Нефьодов —  будівельник
- Юрій Медведєв —  Сидор Никанорович
- Михайло Кокшенов —  тренер з боксу Федір
- Наталія Крачковська —  сусідка Олі по дому
- Ольга Спіркіна — епізод
- Олексій Гарнізов — епізод
- Володимир Єпископосян — епізод в ресторані
- Владислав Дружинін —  журналіст
- Вадим Александров —  «Люсик», сусід Олі по дому
- Григорій Дунаєв —  танцюрист
- Віктор Фокін — будівельник, що заїкається
- Михайло Муромов —  вибивала в ресторані

## Знімальна група
- Режисер:  Володимир Аленіков
- Автори сценарію:  Ліон Ізмайлов і  Анатолій Трушкін
- Оператор:  Валентин Халтурін
- Композитор:  Лора Квінт
- Тексти пісень:  Володимир Аленіков за участю  Вадима Зеліковського
- Хореограф:  Владислав Дружинін